# Lepus altamirae
Lepus altamirae — вид зайцеподібних гризунів з родини зайцевих (Leporidae).

## Таксономічні примітки
Таксон відокремлено від L. californicus.

## Поширення
Країни проживання: Мексика.